# Gesundheitsrecht
Als Gesundheitsrecht wird das Recht des Gesundheitswesens verstanden, also das Sozialrecht, das Berufsrecht und weitere Vorschriften, die die Sozial- und die Privatversicherung (Krankenversicherung, Pflegeversicherung, medizinische Rehabilitation über verschiedene Träger), die Tätigkeit von Leistungserbringern und den Betrieb der dazu notwendigen Infrastruktur (Krankenhäuser, Rehabilitationseinrichtungen, Apotheken, Rettungsdienste und dergleichen) regeln.
Im engeren Sinne wird manchmal auch das Recht der Ausübung der ärztlichen Heilkunde als „Gesundheitsrecht“ bezeichnet. Das Medizinrecht ist ein Teilgebiet des Gesundheitsrechts im weiteren Sinne.